# 522 Helga
522 Helga este un asteroid din centura principală, descoperit pe 10 ianuarie 1904, de Max Wolf.